# Crossover (audio)
Pour les articles homonymes, voir Crossover.

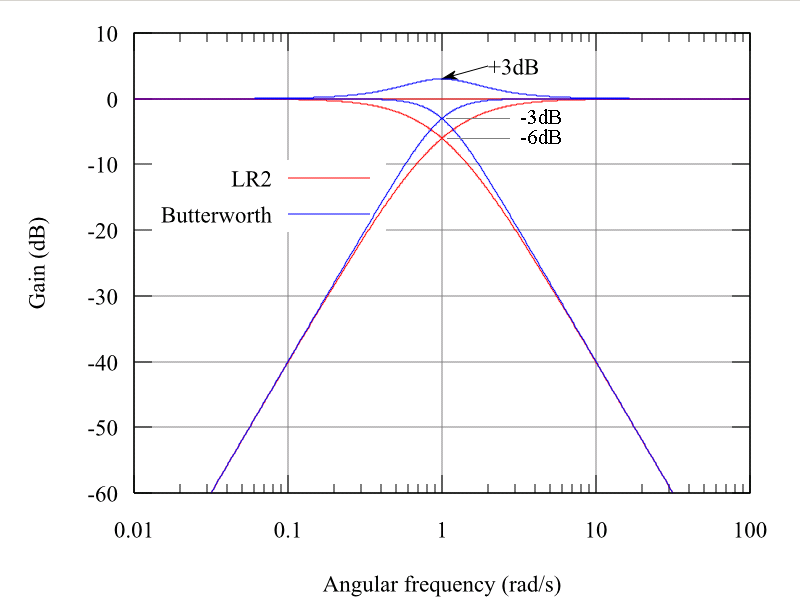
Comparaison de réponse d'un ordre de grandeur de deux pôles. Filtre crossover dit de Butterworth et Linkwitz-Riley. La courbe de réponse de ce filtre a un pic de +3 dB peak à la fréquence de croisement.

Le crossover est un filtre utilisé en sonorisation pour séparer des plages de fréquences d'un signal audio. Cet effet entre dans une catégorie de filtres électroniques conçus spécifiquement pour des utilisations dans des applications audio.
Un crossover est un filtre séparant deux bandes de fréquences, soit pour des haut-parleurs, soit pour des traitements différenciés du signal audio.

## Principe
L'utilisation principale est pour séparer les sons les plus graves d'un signal (généralement inférieurs à 120 Hz) afin de les diriger spécialement vers un subwoofer (ampli+sub). De son côté, le reste du spectre sonore alimentera la chaine classique ampli+enceintes. Ce montage a deux avantages :
- il permet d'alléger la charge de l'ampli "classique" et des enceintes "classiques"
- il permet d'avoir des basses plus précises, car produite par une enceinte spéciale : le subwoofer

Le crossover peut être vu comme un filtre actif paramétrable. Il peut être 2, 3 ou 4 voies avec ou sans voie dédiée au subwoofer

## Utilisation
Comme tout effet, le crossover reçoit un signal au niveau ligne en Jack 6.35/XLR et sort deux signaux (ou plus) sur du Jack/XLR. Un crossover 2 voies possède 3 boutons principaux : un pour régler à quelle fréquence se fera la séparation entre les enceintes, les deux autres servant à régler l'intensité du signal de sortie pour chaque voie. Le principe peut être étendu pour des crossovers de plus de 2 voies.
On peut aussi trouver ce genre de filtre à l'intérieur d'une enceinte, dans ce cas, il sert à séparer les hautes fréquences (émises ensuite par un petit haut-parleur : le tweeter) et les basses fréquences (qui seront envoyées à un haut-parleur plus large par exemple un woofer).
Exemple : Un Cross-over de frequence 2,4 kHz va séparer le signal audio entrant en deux signaux :
- Un signal composé des fréquences de 20 Hz à 2,4 kHz -envoyées au woofer-
- Un autre signal composé des fréquences de 2,4 kHz à 20 kHz -envoyées au tweeter-